# サイトカイン放出症候群
サイトカイン放出症候群（サイトカインほうしゅつしょうこうぐん、英: Cytokine release syndrome、CRS）または急性輸注反応（英: Acute infusion reaction）は抗T細胞抗体等の抗体医薬品を投与した際に起こり得る副作用であり、アナフィラキシーとは異なる概念である。
血中に炎症性サイトカイン等が放出され、悪寒、悪心、倦怠感、頭痛、発熱、頻脈、血圧変動等の種々の症状が起こる。何らかの治療の結果として発生する場合、CRSの症状は治療後数日から数週間まで遅れる事がある。即時性の病態や重篤な病態をサイトカインストームと呼ぶ（下記参照）。抗胸腺細胞グロブリン（ウサギ由来-商品名：サイモグロブリン、ウマ由来-商品名：リンフォグロブリン（販売中止））、ムロモナブ-CD3（マウス由来-商品名：オルソクローンOKT3（販売中止））、TGN1412（開発中止）等のほか、抗CD-20抗体（抗B細胞抗体）であるリツキシマブでも見られる。
薬剤が単球やマクロファージと結合して、T細胞等が死滅する前に活性化されてサイトカインを放出することで生ずる現象である。放出されるサイトカインはインターロイキン (IL) 、インターフェロン (IFN) 、腫瘍壊死因子 (TNF) 等であり、全身性炎症反応症候群と同様である。
2011年にはサイモグロブリン使用例で肺水腫を惹起した事例が報告され、サイトカイン放出症候群が原因の1つである可能性が指摘された。
薬剤の投与量を減ずることで症状は大きく軽減される。また、投与速度を抑えたり、事前に抗ヒスタミン薬や重症例ではステロイド系抗炎症薬を静脈内投与することでも軽減できる。しかし、ステロイド系抗炎症薬の投与を行うと治療効果は減弱する。発熱の予防にアセトアミノフェン500mgを抗体薬投与の1時間前に経口投与しておくことも有効である。

## サイトカインストーム
サイトカインストーム（英: Cytokine storm）(en)、または高サイトカイン血症（英: Hypercytokinemia）はサイトカインと白血球のポジティブフィードバックで発生する、時に致死的な免疫反応である。様々なサイトカインの血中濃度が上昇する。IL-6 阻害が新たな治療法につながる可能性が報告されている。サイトカインストーム (cytokine storm) という用語は、1993年2月のGVHDに関する論文で医学誌に初めて掲載された。

### 症状
代表的な症状は、高熱、腫脹、潮紅、極度の疲労、嘔気である。多臓器不全に至り死亡する例もある。

### 原因
免疫系が病原体と闘う際には、感染細胞からサイトカインシグナルが放出されてT細胞やマクロファージ等の免疫細胞を炎症部位に誘導する。その後サイトカインはこれらの免疫細胞を活性化し、さらなるサイトカイン放出を促す。通常は、身体はこのフィードバックを見張っているが、時には、制御が乱れて免疫細胞が1箇所に過剰に集中して活性化されることがある。その正確な理由は完全には解明されていないが、新たな高病原性の脅威に対して過剰に反応するためであろうと考えられている。サイトカインストームは臓器組織に重大な障害を与える可能性がある。例えばサイトカインストームが肺で起こった場合には、漿液や免疫細胞が気道に集中して閉塞を生じ、死亡する危険性がある。
サイトカインストーム（高サイトカイン血症）では、免疫系が抑制・疲弊していない場合には150種以上の炎症性メディエーター（サイトカイン、ラジカル、凝固・線溶系）が放出される。炎症性サイトカイン（TNF-α、IL-1、IL-6等）と抗炎症性サイトカイン（IL-10やIL-1Ra等）の両方の血清中濃度が上昇する。
サイトカインストームは多くの炎症性疾患および非炎症性疾患（移植片対宿主病 (GVHD) 、急性呼吸窮迫症候群 (ARDS) 、敗血症、エボラ出血熱、鳥インフルエンザ、天然痘、全身性炎症反応症候群 (SIRS)）で発生するほか、一部の医薬品でも誘発される。その実例として、2006年に治験薬TGN1412が第I相臨床試験実施中の6名にサイトカインストームによると思しき極めて重篤な反応を惹起したことが挙げられる。
サイトカインストーム症候群（Cytokine storm syndrome）は、サイトカインストームを引き起こす多様な疾患群を指す概念である。サイトカインストーム症候群には、上記に挙げた疾患の他、家族性血球貪食性リンパ組織球症、エプスタインバーウイルス関連血球貪食性リンパ組織球症、全身性または非全身性若年性特発性関節炎関連マクロファージ活性化症候群、NLRC4マクロファージ活性化症候群、敗血症、COVID-19等が該当する。

### パンデミックでの役割
1918年から1919年に掛けて流行したスペイン風邪では、5千万〜1億人とされる死者の中で健康であった若者の死亡数が際立って多かった理由として、サイトカインストームが発生したことが関係すると信じられている。この場合、健康な免疫系は身を守るものとしてだけではなく己を攻撃するものとして動作したことになる。2003年のSARS流行の際も、香港での予備的な調査の結果、その死因の多くがサイトカインストームによると判明している。H5N1トリインフルエンザでヒトが死亡する場合にも関係している。2009年新型インフルエンザ (H1N1) で基礎疾患のない若者の死亡率が高いことも同様に説明され、スペイン風邪でも同様であったであろうと推測されている。しかし、米国疾病予防管理センター (CDC) はH1N1の症状は従来の季節性インフルエンザと同じで、「ブタ由来A型インフルエンザウイルス (H1N1) の変異株に関する臨床的知見の集積は不充分である」と声明を出している。サイトカインストームはハンタウイルス感染症でも発生する。また、新型コロナウイルス感染症 (2019年)でも発生しているという指摘もある。むしろ、新型コロナウイルス感染症における肺疾患は、ウイルスによる直接の肺への病害でなく、サイトカインストームによる肺障害の結果であるという見方も主流になりつつある。これは急性呼吸促迫症候群の発症機序と酷似しているからである。本症の合併症として、播種性血管内凝固症候群による脳梗塞、各種臓器の梗塞、凝固障害などが指摘されている事が傍証となる。

### 治療

#### OX40-Ig
2003年にJournal of Experimental Medicine 誌に発表された報告で、T細胞の無力化でサイトカインストームを防止できる可能性が示された。通常、T細胞が活性化された数日後、T細胞からOX40（別名：CD134）と呼ばれる生存シグナル物質が放出され、病原体が存在する炎症部位でのT細胞の活性化が維持される。抗原提示細胞に出現しているOX40のリガンド（OX40L、別名：TNFSF4、gp34）はT細胞上のOX40と結合し、T細胞死の抑制とサイトカイン放出に寄与している。OX40と抗体が結合した蛋白質（OX40-Ig、ヒト由来成分で作製された融合タンパク質）は、OX40リガンドとOX40の結合を阻害し、T細胞の働きを減弱させる。マウスを用いた実験では、OX40-Igが免疫過剰反応に基づく症状を抑止できることが示された。この実験結果はNew Scientist 誌に投稿された。第I相臨床試験が2004年に実施されていたが、現在の開発状況は不明である。
また、シンバスタチンはOX40ならびにOX40リガンドおよび同mRNAの量を抑制する。さらに、脳梗塞後の再発治療（6ヶ月間）における血清中の可溶性OX40L濃度およびメタロプロテイナーゼ9濃度は、従来治療 (n=30) に比べてシンバスタチンを追加した場合 (n=46) に有意に低下した。

#### ACE阻害薬およびアンジオテンシンII受容体阻害薬
レニン－アンジオテンシン系 (RAS) はサイトカインストームに関係があるとされており、アンジオテンシン変換酵素 (ACE) が肺の炎症性病態に関係していることから、ACE阻害薬およびアンジオテンシンII受容体拮抗薬 (ARB) がサイトカインストームを抑制し得るとされている。2003年には、血清中ACE濃度がサイトカイン関連の炎症性肺疾患の評価に有用なマーカーであることが示されている。アンジオテンシンIIもまた、サイトカイン関連肺障害に関与していることが示されており、ACE阻害薬が有用である可能性が示唆される。サイトカイン性肺障害（肺上皮細胞のアポトーシス）は炎症性サイトカインの1つであるTNF-αが引き起こしているが、その機序にはアンジオテンシンIIが必須であり、ARBの通常量投与でアンジオテンシンIIの生成を阻害することで臨床的に有効な効果がもたらされ得ることが示されている。
ACE阻害薬とARBを サイトカインが関連する多くの炎症性病態に用いた結果のレビューが公表され、ACE阻害薬およびARBは理論的にもサイトカインストームを抑制し得るとされた。

#### 抗炎症薬
急性呼吸窮迫症候群 (ARDS) 時にサイトカインストームの状態にある患者を治療するために頻繁に使用されているにもかかわらず、副腎皮質ホルモンおよび非ステロイド性抗炎症薬は治験では肺の機械的機能やガス交換へは効果がなく、早期ARDS治療への有用性は見られなかった。

#### ゲムフィブロジル
ゲムフィブロジル（日本では開発中止）は、脂質低下薬の1つであるが、炎症性サイトカインの生産をも抑制し、インフルエンザウイルスA/Japan/305/57 (H2N2) 株に感染したBALB/c系マウスの生存率を向上させた。インフルエンザウイルスへの曝露の4日目〜10日目に掛けてゲムフィブロジルを腹腔内投与したところ、溶媒のみ投与群 (n=50) の生存率26%に較べてゲムフィブロジル60mg/kg/day投与群 (n=46) では52%であり、高度な有意差 (p=0.0026) が認められた。これがヒトにも適用できるとすると、投与経路は異なるものの、既存の医薬品を速やかに新型インフルエンザの治療薬に転用できる可能性が拓かれる。

#### フリーラジカル捕捉薬
敗血症性ARDSに対する臨床研究の中間報告で、様々な抗酸化物質の投与が臓器へのダメージを軽減し、生存率を向上（ARDSで約60%）させると報告された。

#### TNF-α阻害薬
TNF-α阻害薬として知られる一部の関節炎治療薬は、腫瘍壊死因子 (TNF-α) を阻害して免疫細胞の活性化を抑えている。ある研究では、3種類のTNF-α阻害薬が免疫不全の患者へのインフルエンザワクチン接種後の抗体上昇量をわずかに低下させたが、予防接種の有効性への影響は見られなかった。TNF-α阻害薬がインフルエンザで入院している患者でのサイトカインストーム抑止に有効か否かは、まだ研究途上である。